# Felipe Gabriel Duarte
Felipe Gabriel Duarte (Guanambi), é um político brasileiro, filiado ao PP. Nas eleições de 2022, foi eleito deputado estadual pela BA.